# Медаль «10 лет Парламенту Республики Казахстан»
Юбилейная медаль «10 лет Парламенту Республики Казахстан» (каз. Қазақстан Республикасының Парламентіне 10 жыл) — государственная награда Республики Казахстан, учреждённая на основании Указа Президента Республики Казахстан от 7 ноября 2005 года № 1666.

## Положение о медали
Юбилейной медалью поощряются граждане Республики Казахстан и иностранные граждане, внесшие значительный вклад в развитие и становление казахстанского парламентаризма, а также в ознаменование 10-летия Парламента Республики Казахстан.

## Описание
Юбилейная медаль «Қазақстан Республикасының Парламентіне 10 жыл» изготавливается из латуни и имеет форму правильного круга диаметром 34 мм.
На аверсе медали в центре изображён Государственный флаг Республики Казахстан. Изображение Флага выполнено из эмали голубого цвета. В нижней части медали по окружности расположена лавровая ветвь. Справа от Флага находится рельефная надпись «10 жыл», выполненная в две строки.
На реверсе медали в центральной части на матированной поверхности нанесена надпись «Қазақстан Республикасының Парламенті» в три строки. В нижней части под надписью расположен элемент национального орнамента.
Все изображения и надписи на медали рельефные, золотистого цвета. Края медали обрамлены бортиком.
Медаль с помощью ушка и кольца соединяется с шестиугольной колодкой 34 мм шириной и 50 мм высотой, изготовленной из латуни. Колодка обтянута муаровой лентой цвета Государственного флага Республики Казахстан, края которой обрамлены полосками синего цвета шириной 4 мм. В центре ленты расположены две жёлтые полоски шириной 2 мм. Ширина муаровой ленты 34 мм. На оборотной стороне колодки расположена булавка, с помощью которой медаль крепится к одежде.
Медаль изготовлена на Казахстанском монетном дворе в Усть-Каменогорске.